# اساجایا
اساجایا (به لاتین: Asajaya) یک منطقهٔ مسکونی در مالزی است که در ساراواک واقع شده‌است.